# Suganuma (Klan)

Wappen der Suganuma (Nagelauszieher im Kreis)

Die Suganuma (japanisch 菅沼氏, Suganuma-shi) waren eine alte Familie des japanischen Schwertadels (Buke) aus der Provinz Mikawa, die sich von den Fujiwara ableitete.

## Genealogie
- Sadanori (定則), Herr über die Burg Damine (heute Ortsteil von Shitara), errichtete 1508 die Burg Noda (heute Shinshiro). Nach dem Tode Matsudaira Kiyoyasus wurde er ein Vasall der Imagawa.[1]
- Sadamitsu (定盈; 1542–1602) diente den Imagawa und dann Tokugawa Ieyasu. Er erhielt das Lehen Aho in der Provinz Kōzuke mit einem Einkommen von 10.000 Koku.[2]
- Sadayori (定仍; 1576–1605), Sohn des Sadamitsu, erhielt 1601 die Burg Nagashima in der Provinz Ise mit 20.000 Koku.[3]
- Sadayoshi (定芳; 1587–1643), Sohn des Sadamitsu, wurde 1621 auf die Burg Zeze in der Provinz Ōmi versetzt und dann 1634 auf die Burg Kameyama in der Provinz Tamba. Mit seinem Tode erlosch diese Linie.